# Adeola Aboyade-Cole
Adeola Aboyade-Cole (* 20. März 1950; † 17. März 1989) war ein nigerianischer Hürdenläufer und Stabhochspringer.
1970 wurde er bei den British Commonwealth Games in Edinburgh Zwölfter im Stabhochsprung und erreichte über 110 m Hürden das Halbfinale.
Über 110 m Hürden schied er bei den Olympischen Spielen 1972 in München im Vorlauf aus, gewann Silber bei den Afrikaspielen 1973 in Lagos und wurde Sechster bei den British Commonwealth Games 1974 in Christchurch.
Seine persönliche Bestzeit über 110 m Hürden von 13,86 s stellte er am 16. August 1975 in Lagos auf.